# Coenonympha attigens
Coenonympha attigens är en fjärilsart som beskrevs av Gradl 1933. Coenonympha attigens ingår i släktet Coenonympha och familjen praktfjärilar. Inga underarter finns listade i Catalogue of Life.